# بيتر كينت
بيتر كينت هو صحفي وسياسي كندي، ولد في 27 يوليو 1943 في ساسكس في المملكة المتحدة. حزبياً، نشط في حزب المحافظين الكندي. وقد انتخب وزير البيئة ‏ (4 نوفمبر 2011 – 15 يوليو 2013) وانتخب عضو مجلس العموم الكندي عن دائرة Thornhill (federal electoral district) ‏ وقد انضم خلال فترته النيابية ‏  للكتلة البرلمانية حزب المحافظين الكندي.